# 朱起宗
朱起宗（？—？），平江府吴县（今江苏苏州）人，宋孝宗乾道八年（1172年）壬辰科武状元，生平鲜见于史书，其余事迹不详。